# أنتوني غويس
أنتوني غويس (بالفرنسية: Anthony Guise)‏ هو لاعب كرة قدم فرنسي في مركز الهجوم، ولد في 5 مارس 1985 في آرل في فرنسا. لعب مع نادي أرليه أفينيون ونادي لوزيناك.